# Andy Delort
Andy Delort (Sète, 9 oktober 1991) is een Frans voetballer die doorgaans als aanvaller speelt. Hij verruilde Toulouse FC in juli 2019 voor Montpellier HSC, dat hem in het voorgaande seizoen al huurde. Delort debuteerde in 2019 in het Algerijns voetbalelftal.

## Clubcarrière
Delort werd geboren in Sète, waar hij in de jeugd speelde bij de plaatselijke voetbalclub FC Sète. In 2008 trok hij naar AC Ajaccio, een jaar later naar Nîmes Olympique. Hij debuteerde op 30 augustus 2009 voor Nîmes Olympique in de Ligue 2, tegen FC Metz. Het seizoen erna keerde hij terug bij Ajaccio. In januari 2012 werd hij voor zes maanden uitgeleend aan FC Metz. In 2013 tekende hij een driejarig contract bij Tours. In zijn eerste seizoen maakte hij 24 doelpunten in 36 competitieduels, waarmee hij en Mathieu Duhamel (SM Caen) gedeeld topscorer werden van de Ligue 2.

## Interlandcarrière
Delort debuteerde op 16 juni 2019 in het Algerijns voetbalelftal, in een met 3–2 gewonnen oefeninterland thuis tegen Mali. Hij maakte zelf het laatste doelpunt. Hij maakte een maand later deel uit van de Algerijnse ploeg die het Afrikaans kampioenschap 2019 won, voornamelijk als invaller.

## Strandvoetbal
In 2009 speelde Delort mee in het Frans strandvoetbalteam dat toen werd gecoacht door Éric Cantona.

## Erelijst
| Afrikaans kampioen | 1x | 2019 |

1 Dizdarević ·
3 Sylla ·
4 Kouyaté ·
5 Sagnan ·
6 Jullien ·
7 Nordin ·
8 Adams ·
9 Al-Taamari ·
10 Khazri ·
11 Savanier  ·
12 Ferri ·
13 Chotard ·
14 Maamma ·
15 Barès ·
16 Bertaud ·
17 Sainte-Luce ·
19 Nzingoula ·
20 Touré ·
21 Mincarelli ·
22 Fayad ·
27 Omeragić ·
29 Tchato ·
40 Lecomte ·
52 Maksimović ·
70 Coulibaly ·
77 Sacko ·
Coach: Gasset